# Плакала
«Плакала» — пісня із дебютного альбому «KARMA» українського музичного гурту з Києва «KAZKA», що вперше з'явилася 17 травня 2018 року. Автор слів композиції Сергій Локшин, автори музики — Сергій Єрмолаєв та Андрій Ігнатченко. Пісня очолила музичні рейтинги в десятці країн, серед яких Україна, Латвія, Болгарія, Вірменія, Казахстан, Узбекистан, Білорусь, Росія, Колумбія і т. д.. Кліп на пісню став абсолютним рекордсменом серед українських кліпів за кількістю переглядів і потрапив у список 100 найкращих кліпів на YouTube. Кліп на пісню «Плакала» став першим україномовним відео, що зібрав понад 400 мільйонів переглядів на YouTube. «Плакала» отримала статуетку як «Хіт року» за версією M1 Music Awards і відзначилися в рейтингу найпопулярніших треків України за версією Apple Music.

## Про пісню
Автор слів пісні Сергій Локшин (псевдонім Sedrik) неодноразово наголошував, що теорія фанатів, нібито пісня про фізичне насильство вдома помилкова; Локшин підкреслив «Про фізичне насильство там і мови нема». За словами Локшина, «„Плакала“ […] це історія двох дівчат, зовсім юної і молодої мами, які переживають розставання з коханими, які не виправдали їх надій. Це призвело до нестримних сліз розчарування, проте, коли сльози висохли, дівчата твердо вирішили почати все спочатку. І день засяяв новим змістом, фіалка розцвіла, хепі-енд».

## Версії

### Оригінальний музичний кліп
Початково пісня з'явилася на YouTube-каналі гурту лише в аудіо версії 17 травня 2018 року. Згодом, 25 вересня 2018 року на YouTube з'явилося офіційне музичне відео на пісню «Плакала». Режисером відеороботи виступила Катя Царик, а оператором — Ярослав Пілунський.

### Англомовна версія
Наприкінці грудня 2018 року гурт представив офіційну англомовну версію пісні під назвою «Cry», слова до якої написала британська співачка та авторка Лора Вайт.

## Сприйняття

### Рекорди
Пісня побила багато українських рекордів у царині музики. Зокрема, протягом тижня 22—28 червня 2018 року, на 6-му тижні після першої появи пісні 17 травня 2018 року на офіційному YouTube-каналі гурту, пісня піднялася на першу сходинку та стала першою україномовною піснею, яка очолила чарт українського YouTube за всю історію існування цього хіт-параду й протягом десятків тижнів утримувала там 1-ше місце. Станом на грудень 2018 року пісня «Плакала» мала найбільшу кількість переглядів серед авторизованих відеокліпів українськомовного сегменту YouTube — понад 210 млн переглядів (разом для обох версій пісні: «офіційної аудіоверсії» та «офіційного музичного кліпу»), станом на 23 квітня 2021 року кількість переглядів становить майже 369 млн.
У вересні 2018 року пісня стала найпопулярнішою в українському iTunes, а також досягла #1 у Росії, #2 — в Молдові, #3 — в Казахстані та #18 — у Болгарії. У листопаді 2018 року пісня стала найпопулярнішою серед користувачів iTunes у Білорусі, Латвії, Росії та Україні, а також #2 — в Казахстані. Також у листопаді 2018 року пісня стає найпопулярнішою серед користувачів YouTube з Казахстану, Латвії, Молдови, України та #2 за популярністю у Вірменії, Білорусі та Росії, #9 — у Болгарії, #11 — у Литві та #12 — у Грузії. У грудні 2018 пісня стала найпопулярнішою серед користувачів iTunes з Азербайджану та серед користувачів YouTube з Білорусі, Казахстану, Латвії, Молдови та Росії.
Також у серпні 2018 року пісня очолила рейтинг пісень, які найчастіше прослуховуються на музичній інтернет-платформі Deezer серед користувачів України.
У жовтні 2018 пісня «Плакала» потрапила у всесвітній перелік 10 найкращих пісень платформи Shazam, посівши 9-те місце. Продюсер гурту Юрій Нікітін відмітив, що це перший випадок в історії української музики, коли пісня українською мовою викликає такий резонанс у світі.
У 2019 році, за даними TopHit, пісня «Плакала» зібрала 198 365 ефірів на українських радіостанціях, а відеокліп зібрав 32 690 676 переглядів в YouTube.

### Чарти
| Рік  | Назва     | Найвища позиція в чарті | Найвища позиція в чарті | Найвища позиція в чарті | Найвища позиція в чарті | Найвища позиція в чарті | Найвища позиція в чарті | Альбом |
| Рік  | Назва     | UKR TOP 40              | UKR TOP 100             | BLR TOP 500             | BUL TOP 40              | RUS TOP 100             | HUN TOP 30              | Альбом |
| ---- | --------- | ----------------------- | ----------------------- | ----------------------- | ----------------------- | ----------------------- | ----------------------- | ------ |
| 2018 | «Плакала» | 1                       | 1                       | 3                       | 1                       | 1                       | 13                      | Карма  |

### Нагороди та номінації
| Рік  | Нагорода             | Категорія                             | Результат | Дж.    |
| ---- | -------------------- | ------------------------------------- | --------- | ------ |
| 2018 | M1 Music Awards      | Хіт року                              | Перемога  | [ 20 ] |
| 2019 | YUNA                 | Найкраща пісня                        | Перемога  | [ 21 ] |
| 2019 | YUNA                 | Найкращий відеокліп                   | Номінація | [ 21 ] |
| 2019 | Золота Жар-птиця     | Хіт року                              | Перемога  | [ 22 ] |
| 2019 | Золота Жар-птиця     | Кліп року                             | Номінація |        |
| 2019 | Top Hit Music Awards | Пісня року (жіночій вокал)            | Перемога  |        |
| 2019 | Top Hit Music Awards | Відеокліп року (гурт) YouTube Ukraine | Перемога  |        |

У січні 2020 року пісня увійшла до списку переможців спецпроєкту «20 знакових пісень за 20 років», який склали експерти, обрані організаторами національної музичної премії YUNA.

## Використання в інших творах мистецтва
У грудні 2018 року пісню „Плакала“ використав для музичного супроводу свого виступу чемпіон США з фігурного ковзання Джонні Вейр.

## Звинувачення у плагіаті
Критику викликала схожість до пісні «Reborn» виконавця YOYA. Сергій Ранов, автор музики, пояснив схожість використанням того ж самого семплу з колекції The Arabian Trap Man 2014 року, який є у вільному доступі й використання якого не може вважатись крадіжкою.